# Mjölfly
Mjölfly (Eublemma minutata) är en liten fjäril som tillhör familjen nattflyn.

## Kännetecken
Mjölflyet har ett vingspann på endast omkring 16 till 17 millimeter. Fjärilens färger är vitt till ljusgrått och gröngrått. På framvingarna finns tvärband och några mörkare prickar närmast framkanten. Det innersta tvärbandet i framvingens mellanfält kännetecknas av inslag av en mer rödbrunaktig nyans. Både framvingarna och bakvingarna har vitaktiga fransar längs ytterkanterna. Kroppen är fint behårad och fjärilen har smala, långa antenner.

## Utbredning
I Europa är den nordliga gräsen för mjölflyets utbredning södra Skandinavien. Den har populationer som fortplantar sig i Danmark och Sverige. I Finland är den endast konstaterad som sällsynt migrant. Österut finns den till Ryssland och söderut förekommer den till norra Spanien, norra Italien, Turkiet och Armenien. 

### Hotstatus
I Sverige är mölfly en rödlistad art. I 2005 års rödlista var den upptagen som sårbar. I 2010 och 2015 års lista anges arten som starkt hotad.

## Levnadssätt
Som hos andra fjärilar innefattar mjölflyets utveckling fullständig förvandling med utvecklingsstadierna ägg, larv, puppa och imago. Larvens värdväxt är hedblomster. De fullbildade fjärilarna flyger från början av juli till mitten av augusti. Fjärilarna är främst aktiva på dagen men kan flyga också på natten och det förekommer att arten under vissa år migrerar längre sträckor. I mellersta Europa kan den ha två generationer per år, men i de norra delarna av utbredningsområdet har den bara en generation per år.